# Epping (Essex)
Koordinaten: 51° 42′ N, 0° 7′ O

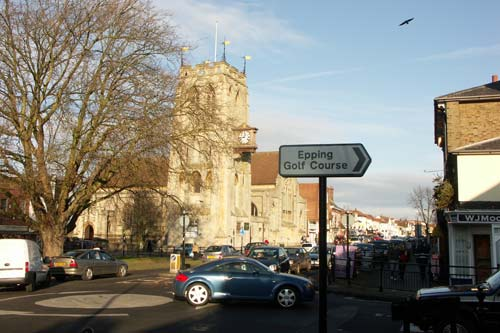
Epping

Epping ist eine etwa 11.000 Einwohner zählende Gemeinde im Südwesten der Grafschaft Essex. Sie liegt etwa 30 Kilometer nordöstlich von Londons Zentrum  in der Umgebung des Epping Forest.
Die zum U-Bahn-Netz Londons gehörende (oberirdische) Haltestelle der Central Line ist zugleich deren Endstation. Die Fortsetzung der Linie nach Ongar wurde 1994 wegen mangelnder Rentabilität geschlossen und wird seit 2004 als Museumsbahn betrieben.

## Städtepartnerschaft
Seit 1981 besteht eine Partnerschaft mit Eppingen in Baden-Württemberg.

## Söhne und Töchter der Stadt
- Frank Curtis (1912–1972), Autorennfahrer
- David Byron (1947–1985), Sänger und Frontmann von Uriah Heep
- Chris Burn (* 1955), Pianist und Komponist
- Philip Hammond (* 1955), Wirtschaftsmanager, Politiker der Conservative Party und von 2016 bis 2019 Schatzkanzler im Kabinett Theresa May
- Antonio Pappano (* 1959), Dirigent und Pianist
- Dave Gahan (* 1962), Sänger und Frontmann von Depeche Mode
- Simon Merrells (* 1965), Schauspieler
- Justin Keen (* 1975), Rennfahrer
- Steve West (* 1975), Dartspieler
- Daniel Mays (* 1978), Schauspieler